# Vissarion
Sergej Anatol'evič Torop, conosciuto dai suoi seguaci come Vissarion (Виссарион) (Krasnodar, 14 gennaio 1961), è un predicatore russo.
È un ex-poliziotto russo; alcuni suoi ex-colleghi in alcune interviste hanno affermato che Sergej non è stato sempre così. Attualmente è alla guida della Chiesa dell'ultimo testamento, di cui è il fondatore. Il movimento religioso conta all'incirca 4.000 seguaci, in una trentina di villaggi siberiani nelle vicinanze della sede principale della chiesa e altri 10.000 sparsi per il mondo.
Vissarion si è autoproclamato incarnazione di Gesù Cristo. Egli afferma che una notte lo ha visitato lo Spirito Santo, che gli ha rivelato la sua vera identità, e lo ha spinto a predicare. Alla base della sua chiesa ci sono la credenza nella reincarnazione, nel veganesimo e in un'imminente fine del mondo. Egli combina elementi della Chiesa ortodossa russa, del buddhismo e dell'ecologia. Per i seguaci, e soprattutto per i sacerdoti, è vietato bere alcolici, fumare e adoperare denaro. Un altro elemento del credo da esso proclamato è il concetto di Causa ed Effetto, e l'importanza data alla Terra, la quale è ritenuta sacra.
Vissarion ha fondato una comunità chiamata Tiberkul, su un territorio di circa 2,5 kilometri quadrati, che oggi conta circa 5.000 abitanti, situata nei pressi delle cittadine di Petropavlovka e Čeremšanka. La comunità da esso fondata ha come base l'ecologia
Dal 1992 il biografo Vadim Redkin pubblica un volume annuale in cui descrive le attività di Vissarion.